# Jan Vitovec
Jan Vitovec, oziroma Jan Bitovec (v nemških in latinskih virih Witowec, Wittowezc, Wittobecz), husitski borec, vojskovodja Celjskih knezov, kasneje tudi grof Zagorja in ban Slavonije, * neznano, Moravska, † 1468, Hrvaška.

## Službovanje pri Celjskih knezih
Vitovec se je najverjetneje rodil na Moravskem (morda pa na Češkem) in verjetno izvira iz skromne moravske plemiške rodbine Vitoviških in Zlinskih (»Vitovic a ze Zlína«), izmed katerih je bil leta 1440 omenjen tudi neki Peter Roman Vitoviški. Kot husitski borec se je izšolal v umetnosti vojskovanja. V času habsburško-celjske vojne sta Vitovca k sebi poklicala celjska kneza Friderik II. in Ulrik II. – v husitskih bojih je izkušenega vojaka knez Ulrik v letih 1438–39 morda spoznal med bivanjem na Češkem. Leta 1439 sta ga Ulrik in Friderik postavila na mesto najemniškega vojskovodje. Vitovec je s tremi konji prispel v prestolnico Celje, tedaj največje mestno središče med Dunajem, Beogradom, Budimom in Italijo, že prvo leto pa je že dosegal vojaške uspehe za svoje nove gospodarje. Zaradi velikih uspehov je že kmalu postal poveljnik vseh celjskih čet. V omenjeni vojni (1439–1443) je Vitovec  zavzemal številna mesta in gradove, toda obenem so dežele kasnejše Slovenije trpele zaradi opustošenja. V zaključnem delu te vojne (1442–1443) je Vitovec za daljši čas zavzel Kranj, obleganje  Ljubljane in Novega mesta pa je bilo neuspešno. Po smrti ogrskega vladarja Albrehta Habsburškega so se Celjski na strani  njegovega sina Ladislava Posmrtnika vključili tudi v boj za ogrsko dediščino zoper kralja Vladislava Jagielonskega- leta 1440 je Vitovec uspešno napadal slavonskega bana Matka Talovca, leta 1441 pa je porazil še Vladislavovega vojskovodjo Štefana Banića. V vojni z nasledniki Matka Talovca (bojevanje je potekalo do leta 1447) je bil Vitovec leta 1446 v spopadu pri Hrastnici ranjen - strel iz puške mu je poškodoval eno od očes, tako da je bil odtlej na to oko slep. Celjski so leta 1446 prišli v navzkrižja tudi z novim ogrskim namestnikom Ivanom Hunyadijem, vendar so se razmere umirile najkasneje leta 1448. Vitovec je po več mirnejših letih leta 1454 vodil spopade na Hrvaškem, kjer je premagal mogočne Kurjakoviće in Ulriku omogočil, da se je povzpel na mesto bana Dalmacije in Hrvaške. Poleg vojaške kariere je Vitovec zaradi zvestobe Celjskim dosegal tudi posvetne politične uspehe;  že zgodaj je dobil gradova Greben (gospod Grebenski) v Hrvaškem Zagorju in Strmec (Sternberg) ob Dravi pod Beljakom, in ko je Ulrik v Slavoniji postal ban, je Vitovec postal njegov banski namestnik ali banovec.

## Vzpon Vitovca med visoko plemstvo
Čeprav je bila vojaška in politična kariera Jana Vitovca ugodno začrtana, je do velikega preobrata prišlo šele po smrti kneza Ulrika, s katerim je rod Celjskih knezov izumrl. Zaradi tega je prišlo do boja za njihovo dediščino, v tem boju pa je bilo Vitovcu kot poveljniku celjskih čet skoraj usojeno, da je v povezavi s tem bojem postal ena od osrednjih osebnosti. Celjsko plemstvo, ki ga je vodila vdova Katarina Branković, je bilo glede postavitve Jana Vitovca na mesto vrhovnega poveljnika celjskih čet soglasno. Ravno ob naslonitvi na svojega vojaškega poveljnika se je Katarina ob Ladislavu Posmrtniku, Goriškem grofu in Friderikom III. lahko potegovala za obsežno celjsko dediščino – Vitovec je leta 1457 vodil boje proti Frideriku III. in začasno obvladoval Celje, Radovljico, Škofjo Loko in Kranj. Razmere so se leta 1457 z nenadno smrtjo Ladislava Posmrtnika obrnile v korist Habsburžanov. Vitovec je v teh razmerah pristal na dvorjenje Habsburžana Friderika III., ki mu je za prestop ponudil koroški grad Strmec in dobro letno plačo. Toda v boju za ogrsko krono je Vitovec proti Frideriku III. podprl  hunyadijevca Matijo Korvina in bil zaradi tega nagrajen z naslovom bana Slavonije. Ko je poražena Katarina s Habsburžani leta 1459 sklenila mir, se je s Friderikom III. pomiril tudi Vitovec in leta 1460 na njegovi strani sodeloval v napadu na goriškega grofa Janža Goriškega in v nastopu zoper Korvina, zaradi česar je bil nagrajen s koroškimi posestmi, že leta 1459 je postal baron Krapinski, 1460 pa še grof Zagorski. Obenem se je krvno povezal tudi s Celjskimi: hčer je poročil z Ivanom Montfortskim, sinom Marjete Celjske in Hermana Montfortskega. Oblast Katarine je tudi v Slavoniji naglo slabela: zato je leta 1461 ostanek svoje posesti prodala banu Vitovcu, vključno z upravo kraljevskega mesta Gradec (danes del Zagreba). Od leta 1463 dalje je bil Vitovec zvest podložnik Matije Korvina- s čimer je utrdil grofovsko oblast v Zagorju, in je v letih 1465-66 vodil Korvinovo vojsko proti Turkom v Bosni.

## Predelava Jana Vitovca v slovensko bajeslovno bitje
Boje radovljiškega junaka Lambergarja in celjskega »Čeha« Vitovca je ljudska domišljija predelala v pesnitev Pegam in Lambergar, ki govori o spopadu med dobrim junakom Krištofom Lambergarjem in zlobnim Pegamom (izraz Pegam verjetno izhaja iz Behaim, kar pomeni Čeh, Bohemijec). V ozadju te predelave stoji izvirno pogansko izročilo o spopadu med Kresnikom in mračnim božanstvom, ki je istovetno ali vsaj sorodno Velesu.